# Расстрелы в долине реки Керитис
Расстрелы в долине реки Керитис (греч.  Οι εκτελέσεις στον Κάμπο του Κερίτη) — расстрелы 397 человек греческого гражданского населения, совершённые германской армией 1 августа 1941 года в долине реки Керитис, Крит, с началом тройной, германо-итало-болгарской, оккупации Греции, в годы Второй мировой войны.
Совершены как акт «возмездия» за смерть солдат 3-го полка парашютистов Вермахта, в ходе «неправомерного» участия иррегулярных групп жителей сёл долины в Сражении за Крит, по причине прусского понятия о правилах ведения войны, согласно которым никому, кроме профессиональных военных, не дозволено принимать участие в боях.
Для подготовки репрессивных мер и придания им «законности», германское командование сдвинуло репрессии в долине реки Керитис во времени на два месяца, после завершения военных действий вызвавших эти репрессивные меры.
Выделяя эпицентры событий, в греческой историографии эти события также именуются Резня в Скине (греч.  Σφαγή στον Σκινέ) и Холокост в Скине (греч.  Ολοκαύτωμα στον Σκινέ (согласно глубинному значению этого греческого слова) или Холокосты в Скине и Аликианос (греч.  Ολοκαυτώματα σε Σκινέ και Αλικιανό).
Один из наиболее известных массовых расстрелов совершённых германской армией в регионе Ханья на западе Крита — в один день были расстреляны 397 человек гражданского населения, разрушен ряд деревень.

## Предыстория

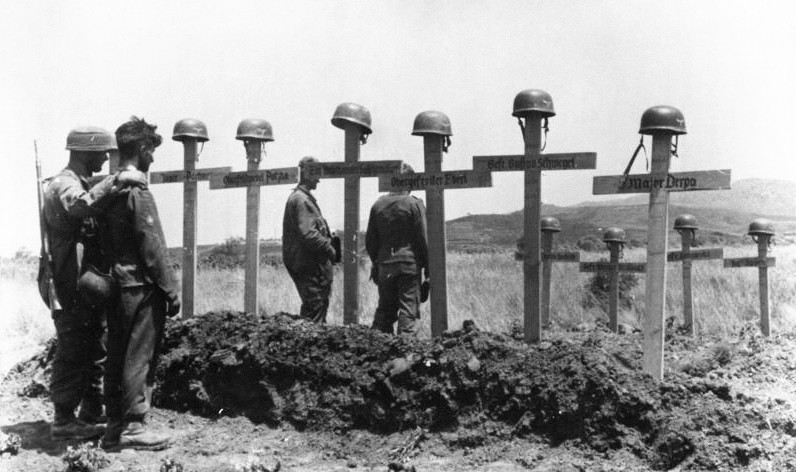
Немецкие солдаты хоронят своих товарищей, Крит, май 1941 года

В ходе сражения за Крит союзные силы и иррегулярные критяне нанесли вермахту тяжёлые потери. В частности, беспрецедентной храбрости сопротивление местного населения вызвало раздражение у немецкого командования, по причине прусского понятия о правилах ведения войны, согласно которому никому кроме профессиональных военных не дозволено принимать участие в боях. Командир немецкой 5-й горнострелковой дивизии генерал-майор Ю. Рингель в своём рапорте отмечал, что жители Крита захватывали парашютистов или атаковали их с ножами и серпами. Ещё до окончания сражения получили распространение неподтверждённые и преувеличенные истории, объясняющие тяжёлые потери в связи с резнёй парашютистов критянами, сопровождаемой пытками и увечьями.
Когда эти истории были доведены до сведения верховного командования люфтваффе в Берлине, главнокомандующий люфтваффе, рейхсмаршал Г. Геринг приказал генералу К. Штуденту, приступить к расследованию и репрессиям. Штудент, преследуя цель остановить сопротивление и не дожидаясь окончания расследования, издал приказ приступить к кровавым репрессиям против местного населения сразу после захвата Крита 31 мая 1941 г. Репрессии должны были быть исполнены без судебных формальностей и теми же соединениями парашютистов, которым противостояли в боях критяне..
Одними из первых и самых известных подобных операций возмездия и репрессий стали Расстрел в Кондомари 2 июня 1941 года и Уничтожение Канданоса и расстрел 180 его жителей 3 июня.

## В долине реки Керитис
Жители 12 сёл и деревушек долины реки Керитис, вооружённые кто чем попало, массово приняли участие в боях против германских парашютистов, получивших имя «Сражение в долине Керитиса», эпицентром которых стал мост на реке Керитис у села Аликиано́с. К концу шестидневного сражения германские парашютисты запросили авиационную поддержку, но сопротивление жителей сёл долины Керитиса, не позволило немцам перекрыть путь отступления британских частей к Сфакья на южном берегу Крита.
Расстрел 7 жителей села Аликианос 24 мая не был преднамеренным. Эти 7 жителей были взяты в качестве заложников и прикрытия от снайперов вступившей в село разведгруппой парашютистов. Продвигаясь к выходу из села, группа увидела труп своего офицера-парашютиста (который был убит жителем Л. Стратудакисом).
Сразу затем группа поставила своих заложников к стенке во дворе кофейни М. Сфиридакиса. Хозяина кофейни, который был слепым, группа не тронула.
Один из расстрелянных, В. Дракакис получил впоследствии печальную славу дважды расстрелянного. На этот, первый, раз он пал не задетый пулями, и притворился мёртвым.
Когда же один из парашютистов стал производить контрольные выстрелы, пуля вошла в одну щеку Дракакиса и вышла из другой, не задев даже зубы (!).
Мёртвых односельчан жители Аликианоса похоронили во дворе сельского врача, вместе с односельчанами был похоронен и немецкий офицер.
После прекращения военных действий, 2 июня, во дворе церкви Животоворящего Креста в селе Аликианос были расстреляны 42 его жителя. Этот расстрел был произведен без каких либо расследований самими парашютистами, наряду с Расстрелом в Кондомари в тот же день и Уничтожением Канданоса и расстрелом его жителей на следующий день, 3 июня.
Репрессии против жителей 12 сёл долины Керитиса, «узаконенные» расследованиями, были оставлены на будущее.

## Накануне расстрелов в долине Керитиса
Понеся большие потери, германская 7-я авиационная дивизия была отозвана с Крита почти сразу после взятия острова, а её командира Курта Штудента на посту командующего «цитаделью Крит» и военного губернатора острова сменил генерал Александра Андре.
Генерал Андре не забыл о участии жителей сёл долины Керитиса в боях за остров и о потерях причинённых ими немецким парашютистам. Хотя после принятия дел генерал Андре с 10 июля и до конца месяца издавал приказы о сохранении спокойствия и безопасности, он стал методически готовить «законное» возмездие. В долине Керитиса, появился неплохо говорящий на греческом врач Мюллер (в действительности майор Гестапо), предоставлявший жителям сёл Аликианос, Ватоллакос, Фурне, Скине, Куфу и Айя безвозмездные медицинские услуги, раздающий кое какие лекарства и продовольствие и успокаивающий население в мирных намерениях немцев. Ему удалось в короткий срок завоевать доверие населения. Однако задачей «доктора Мюллера» было получить информацию о участии жителей сёл в боях против парашютистов и подготовить досье обвинения. В особенности Мюллер уделял внимание разговорам с одетыми в траурные чёрные одежды женщинами, верный признак оплакивания умершего, которые были склонны к исповеди. Мюллер также был настойчив в поисках виновника смерти в Аликиано молодого майора горной дивизии, который приходился братом начальнику гарнизона Берлина. Он часто посещал старосту Скине Н. Захаракиса, который успокаивал Мюллера что жители села мирные люди и не имеют оружия. К этому времени многие жители сёл поверили, под воздействием также пропаганды некоторых местных про-германских деятелей, что вновь прибывшие немецкие части и генерал Андре, постараются наладить отношения с критянами и займутся восстановлением разрушенных сёл.

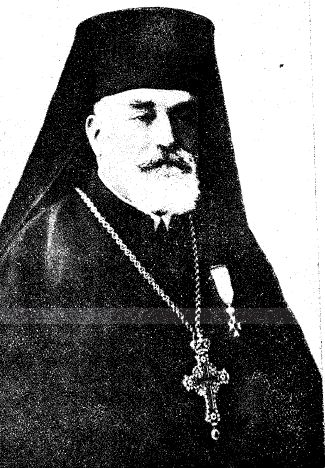
Епископ Агафангел Ксирухакис

18 июля комитет старост сёл, возглавляемый епископом Агафангелом (Ксирухакисом), был принят генералом Андре. Епископ Агафангел, кроме прочих своих достоинств, в своё время учился в Вене, владел немецким языком и во всех отношениях был полезен для этой миссии. Однако услышав просьбу «прекратить расстрелы невинных граждан», разгневанный генерал Андре заявил: «Мы потеряли тысячи парашютистов и, если вы просите о амнистии, ещё очень рано, поскольку родственники парашютистов кричат о возмездии». Было очевидно что генерала нельзя было переубедить и что он ни в коей мере не признавал право критян сражаться за свою свободу. Генерал прогнал комитет, напоминая о своих правах на возмездие за погибших, но и указывая что есть ещё возможность решения проблемы, если следовать линии только-что сформированного в Афинах правительства коллаборационистов генерала Цолакоглу.
Однако ни позиция генерала Андре, ни арест Алкивиада Марангудакиса, одного из руководителей бойцов «Сражения на Керитисе», не убедили жителей сёл что предстоят массовые репрессивные меры. Между тем «доктор Мюллер» выполнил свою задачу. Успокоив жителей сёл, к 26 июля он подготовил досье обвинения, со списками имён лиц подлежащих репрессиям по каждой деревне и представил его своему командованию.

## Истребление собак Скине
Избрав эпицентром операции село Скине, Мюллер попытался ночью окружить село силами солдат-велосипедистов, в расчёте что жители не побегут из села услышав приближение грузовиков.
Однако результативность операции была сведена на нет, по причине дружного лая собак села. Мюллер был вынужден на следующий день потребовать у старосты Н. Захаракиса, чтобы все владельцы собак привели их к указанному месту за селом, поскольку их собаки являются носителями опасной заразной болезни.
Многие жители спрятали своих собак, но около 20 четвероногих были приведены к месту их расстрела.
Однако этот шаг и жертва собак раскрыли намерения немцев, и, если не все жители, то бо́льшая часть участников Сражения на Керитисе ожидали, что последуют репрессии.

## Расстрелы и разрушения
На рассвете 1 августа к развязке у моста Керитиса на грузовиках прибыл один немецкий пехотный батальон и один батальон 5-й горнострелковой дивизии. Спешившись немцы окружили сёла долины и ворвались туда по сигналам ракет.
Начались аресты жителей и их перевозка в Аликианос, где был сформирован чрезвычайный военный трибунал, придававший «законность» действиям немцев.
Пытавшиеся бежать расстреливались на месте.
Были арестованы лица возрастом от 17 до 80 лет, даже инвалиды. Однако большинство арестованных и расстрелянных в действительности не принимали участия в Сражении на Керитисе.
Часть жителей Скине оказала сопротивление, завязавшаяся перестрелка вынудила немцев нарушить оцепление села, что дало возможность некоторым его жителям бежать.
В ходе перестрелки были ранены один немецкий офицер и один солдат и погибли жители села Г. Димитрикис и Э. Кадзуракис.
На месте гибели последних были найдены одна винтовка и один немецкий ручной пулемёт, что опровергало заявление старосты Мюллеру, что в селе нет оружия и его жители мирные люди.
Это оружие стало вещественным доказательством для трибунала.
Были арестованы 32 жителя Скине, 8 были убиты на месте при попытке к бегству.
Германское командование озлобленное оказанным сопротивлением дало команду сжечь Скине.
Группы солдат с канистрами бензина (были привезены 20 бочек бензина) приступили к сожжению домов.
Женщины пытались вынести кое какие вещи, но солдаты побоями заставляли их занести всё обратно.
Однако позже жители села свидетельствовали, что некоторые солдаты ждали пока вещи будут вынесены и только потом приступали к сожжению домов.
Абсолютно обратный случай зафиксирован с инвалидом войны И. Дермидзакисом, который будучи не в состоянии двигаться, был облит бензином на своей кровати и сожжён заживо.
Феодора Кацигараки, беременная на седьмом месяце, пыталась вынести вещи из дома, пререкалась с солдатами, которые заставляли её занести их назад, после чего её саму затолкали в дом, облили бензином и подожгли.
Живым факелом женщина выбежала на улицу, соседи бросились её спасть и потушили огонь. На следующий день соседи доставили её в госпиталь в Ханья, где получившая страшные ожоги женщина боролась со смертью на протяжении 40 дней.
К первым часам после полудня в Скине были сожжены 250 домов и расстреляны 44 жителя.

## Мост Аликианоса
В селе Аликианос был организован чрезвычайный военный трибунал, где рассматривались обвинения против жителей села и свозились обвиняемые из других сёл.
В ста метрах к югу от моста на реке Керитис у села Аликианос было назначено место расстрелов.
Здесь были расстреляны 118 человек.
Первоначально и после перекличек в сёлах, было принято считать, что у моста были расстреляны 108 человек. Однако в 1950 году, когда у моста был построен мавзолей куда перенесли кости расстрелянных, было обнаружено что их на 10 человек больше.
Среди расстрелянных был и избежавший смерти во время расстрела 24 мая В. Дракакис. На этот раз без чудесного спасения.

## «Немецкая собственность»
Всего через 8 дней после разрушения Скине, и после ранения немецкого офицера в Лагго, немцы вернулись в разрушенное ими село с намерением расстрелять оставшееся население. Они собрали женщин и детей на площади села, раздав им лопаты, не скрывая что намерены осуществить массовый расстрел.
Неизвестно чья это была инициатива, но по прибытии из Ханья офицеров высокого ранга это решение было отменено. Вскоре прибыли 19 грузовиков, на которые были погружены женщины и дети, доставившие их затем в Ханья, а затем по разным местам ссылок.
На следующий день, 10 августа прибыла инженерная рота, которая взорвала все уже сгоревшие дома вдоль центральной улицы села.
Регион Скине был провозглашён военной зоной, с запретом входа в неё без разрешения оккупационной армии.
На входе в село немцы установили табличку «Немецкая собственность».

## После войны

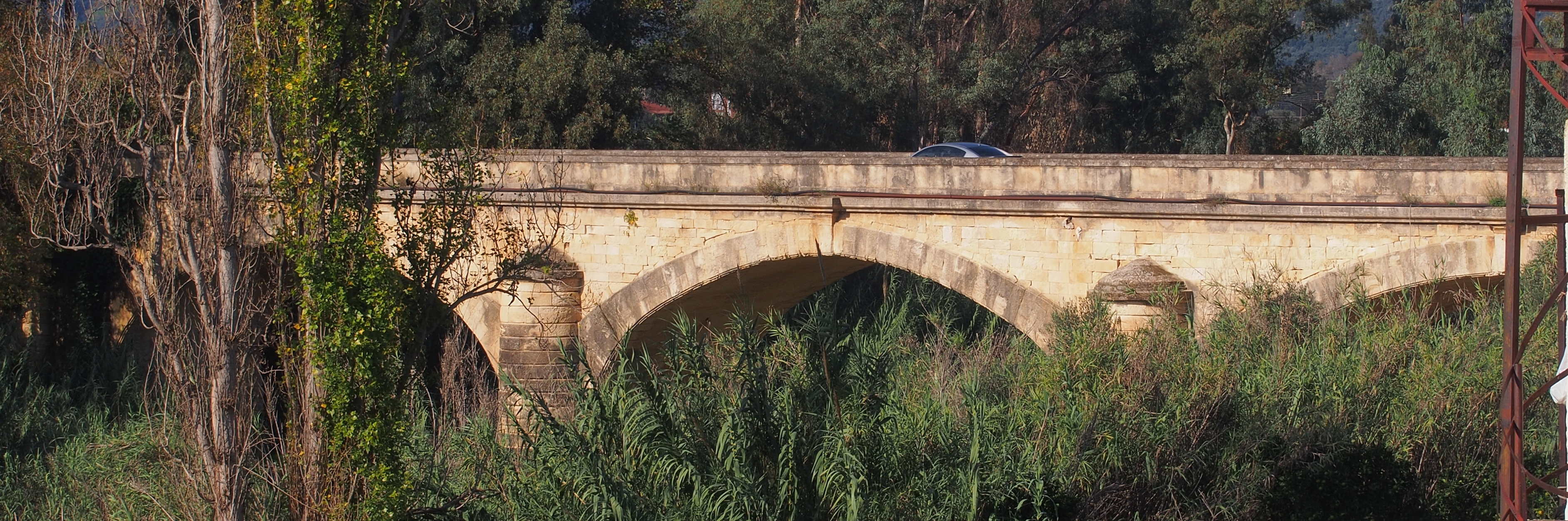
Мост на реке Керитис у села Аликианос

После капитуляции Германии генерал Александр Андре был арестован англичанами и передан Греции. Он был судим в 1947 году за военные преступления совершённые им на Крите и четырежды осуждён к пожизненному заключению. Однако в 1951 году греческий король Павел I смягчил его приговор до 4 лет заключения, в результате чего в 1952 году Андре был освобождён. В дальнейшем он стал одним из соучредителей Немецкой имперской партии.
Скине было признано «Селом-мучеником» указом Президента Греции 40/4 в феврале 2004 года. Возле моста у села Аликианос, бывшего эпицентром расстрелов 1 августа 1941 года, был построен мавзолей.
25 февраля 2019 года, после сильных многодневных ливней, река Керитис снесла мост у Аликианоса. Временно функционирует мост возведённый инженерной армейской частью.